# Super Bock Super Rock
O Super Bock Super Rock é um festival de música de Verão realizado anualmente em Portugal. É organizado desde 1995 e é, actualmente, um dos mais importantes festivais portugueses. Começou por se realizar na Gare Marítima de Alcântara, em Lisboa. Entre 2010 e 2014, realizou-se no Meco, em Sesimbra, o que veio dar ao festival citadino uma nova imagem, mais descontraída, então perto da praia. Em 2015 deu-se o seu regresso a Lisboa, ao Parque das Nações. Em 2019, o festival regressou ao Meco.
No dia 22 de novembro de 2024, o promotor Luís Montez, contactado pelo jornal Observador, anunciou que a edição de 2025 do festival será organizada por uma nova promotora, terminando assim uma ligação de 29 anos entre a Super Bock e a Música no Coração, promotora gerida por Montez.

## Edições

### 1995
Gare Marítima de Alcântara
| 8 de Julho                                                                                     | 9 de Julho                                                                         |
| ---------------------------------------------------------------------------------------------- | ---------------------------------------------------------------------------------- |
| - Jesus and Mary Chain - GNR - The Young Gods - Thunder - Blind Zero - Black Company - Techman | - The Cure - Faith No More - Therapy? - Morphine - Youssou N'Dour - Paulo Mendonça |

### 1996
Passeio Marítimo de Alcântara
| 21 de Junho                                                                         | 22 de Junho                                                                                | 23 de Junho |
| ----------------------------------------------------------------------------------- | ------------------------------------------------------------------------------------------ | --- |
| - Spooky - Delfins - Xutos & Pontapés - Paradise Lost - Nefilim - D:A:D - Moonspell | - The Prodigy - Massive Attack - Fluke - The Divine Comedy - Martin Stephenson - Da Weasel | - David Bowie - Neneh Cherry - Echobelly - John Mayall & the Bluesbreakers - Shane MacGowan & The Popes - Primitive Reason - Flood |

### 1997
Passeio Marítimo de Algés
| 4 de Julho                                                             | 5 de Julho                                                                               |
| ---------------------------------------------------------------------- | ---------------------------------------------------------------------------------------- |
| - Simple Minds - Rage Against the Machine - 311 - L7 - Subcircus - Zen | - Apocalyptica - Echo And The Bunnymen - Skank - Ani DiFranco - Ramp - Blasted Mechanism |

### 1998
Praça Sony, durante a Expo '98, Lisboa
| 31 de Julho                                                         | 1 de Agosto |
| ------------------------------------------------------------------- | --- |
| - Mike Scott - Morphine - Fastball - Mikel Erentxun - Luís Represas | - Zen - Clã - Spiritualized - Van Morrison - Ala dos Namorados - DJs Henrique Amaro, Zé Pedro e António Sérgio |

### 2004
Parque Tejo, Lisboa
|                              | 9 de Junho                                                                   | 10 de Junho                                                         | 11 de Junho                                                               |
| ---------------------------- | ---------------------------------------------------------------------------- | ------------------------------------------------------------------- | ------------------------------------------------------------------------- |
| Palco Principal              | - Korn - Linkin Park - Muse - Static-X - Pleymo                              | - N.E.R.D. - Nelly Furtado - Avril Lavigne - Reamonn - Los Hermanos | - Fatboy Slim - Massive Attack - Lenny Kravitz - Pixies - Hundred Reasons |
| Palco Quinta dos Portugueses | - Da Weasel - Blasted Mechanism - Anger - Yellow W Van - Fonzie - Outer Skin | - David Fonseca - Toranja - Dealema - Gomo - Patrícia Faria         | - Clã - Pluto - André Indiana - X-Wife - Loosers                          |

### 2005
Parque Tejo, Lisboa
|                       | 27 de Maio                                                                                              | 28 de Maio                                                               | 29 de Maio                                                                                |
| --------------------- | --- | ------------------------------------------------------------------------ | ----------------------------------------------------------------------------------------- |
| Palco Principal       | - The Prodigy - System of a Down - Incubus - The Eighties Matchbox B-line Disaster - Louie              | - New Order - Moby - Black Eyed Peas - The Hives - Turbonegro - Flipsyde | - Iggy Pop & The Stooges - Marilyn Manson - Audioslave - Slayer - Mastodon - Wednesday 13 |
| Palco dos Portugueses | - Blasted Mechanism - The Temple - Primitive Reason - Tara Perdida - Bizarra Locomotiva - Black Sunrise | - The Gift - Loto - Expensive Soul - Fonzie - Easyway - Boss AC - Blend  | - Blind Zero - WrayGunn - Bunnyranch - Ramp - More Than a Thousand                        |

### 2006
Parque Tejo, Lisboa
| 25 de Maio | 26 de Maio                                                                                | 7 de Junho | 8 de Junho                                                                                    |
| --- | ----------------------------------------------------------------------------------------- | --- | --------------------------------------------------------------------------------------------- |
| - Korn - Within Temptation - Soulfly - Moonspell - Ramp - Bizarra Locomotiva - CineMuerte - Twenty Inch Burial - Devil In Me | - Tool - Placebo - Deftones - Alice in Chains - Primitive Reason - The Vicious 5 - X-Wife | - Franz Ferdinand - Keane - The Cult - dEUS - Editors - The Legendary Tiger Man - Linda Martini - Peace Revolution - The Weatherman | - 50 Cent - Pharrell Williams - Patrice Bart-Williams - Boss AC - Mind Da Gap - Mercado Negro |

### 2007
Parque Tejo, Lisboa
| 28 de Junho                                                                                                | 3 de Julho                                                                            | 4 de Julho | 5 de Julho |
| --- | ------------------------------------------------------------------------------------- | --- | --- |
| - Metallica - Joe Satriani - Stone Sour - Mastodon - The Blood Brothers - More Than a Thousand - Men-Eater | - Arcade Fire - Bloc Party - The Magic Numbers - Klaxons - The Gift - Bunnyranch - Y? | - LCD Soundsystem - The Jesus and Mary Chain - Maxïmo Park - The Rapture (cancelado) - Clap Your Hands Say Yeah - Linda Martini - Mundo Cão | - Underworld - Interpol - Scissor Sisters - TV on the Radio - The Gossip - X-Wife - Micro Audio Waves - Anselmo Ralph |

### 2008[4]
A 14.ª edição do Super Bock Super Rock realizou-se em Julho de 2008, com um formato similar às edições entre 1999 e 2003, em cidades diferentes. Ocorreu em simultâneo em Lisboa e no Porto. No Porto, realizou-se a 4 e 5 de Julho, enquanto em Lisboa foi a 9 e 10 de Julho.

A Antena 3 foi a rádio oficial.

O cartaz foi o seguinte:
| Porto | Porto                                                                           | Lisboa                                                                                  | Lisboa                                                                       |
| 4 de Julho | 5 de Julho                                                                      | 9 de Julho                                                                              | 10 de Julho                                                                  |
| --- | ------------------------------------------------------------------------------- | --------------------------------------------------------------------------------------- | ---------------------------------------------------------------------------- |
| - Xutos & Pontapés com Orquestra de Jazz do Hot Club - ZZ Top - Love & Rockets - David Fonseca - Crowded House | - Jamiroquai - Morcheeba - Brand New Heavies - Clã - Jorge Palma - Paolo Nutini | - Iron Maiden - Slayer - Avenged Sevenfold - Rose Tattoo - Lauren Harris - Tara Perdida | - DJ Tiesto - Digitalism - Beck - Mika - Duran Duran - Mesa com Rui Reininho |

### 2009[12]
A 15.ª edição do Super Bock Super Rock foi realizada em Julho de 2009, com um formato similar à edição do ano anterior. No Porto, realizou-se a 11 de Julho, no Estádio do Bessa XXI, enquanto em Lisboa foi a 18 de Julho, no Estádio do Restelo.

A RFM foi a rádio oficial. A SIC Radical foi a televisão oficial.

O cartaz foi o seguinte:
| Porto | Lisboa                                                                          |
| 11 de Julho | 18 de Julho                                                                     |
| --- | ------------------------------------------------------------------------------- |
| - Depeche Mode (cancelado, substituídos por The Gift (banda) e Xutos e Pontapés) - Nouvelle Vague - Peter Bjorn and John - Motor - Soapbox | - The Killers - Duffy - Mando Diao - Brandi Carlile - The Walkmen - Bettershell |

### 2010[15]
A 16ª edição do Super Bock Super Rock realizou-se no Meco, perto de Sesimbra, nos dias 16, 17 e 18 de Julho.
Esta edição contou com 3 palcos: Palco Super Bock, Palco EDP e @Meco (lê-se "at Meco").

A RFM foi a rádio oficial. A SIC Radical foi a televisão oficial.
Localidade: Meco, Sesimbra
|                  | 16 de Julho                                                                                   | 17 de Julho                                                                                                   | 18 de Julho |
| ---------------- | --------------------------------------------------------------------------------------------- | --- | --- |
| Palco Super Bock | - Pet Shop Boys - Keane - Cut Copy - Jamie Lidell - Mayer Hawthorne                           | - Leftfield - Vampire Weekend - Hot Chip - Julian Casablancas - Tiago Bettencourt & Mantha                    | - Empire of the Sun - Prince - The National - Spoon - Stereophonics - Palma's Gang                                            |
| Palco EDP        | - Grizzly Bear - The Temper Trap - Beach House - ST. Vincent - Godmen (Vencedor SBSR Preload) | - Patrick Watson - Holly Miranda - Rita Redshoes - Sweet Billy Pilgrim - Malcontent (Vencedores SBSR Preload) | - John Butler Trio - Sharon Jones & The Dap Kings - Wild Beasts - The Morning Benders - Stereoparks (Vencedores SBSR Preload) |
| @Meco            | - Richie Hawtin - Marco Carola - Magda                                                        | - Ricardo Villalobos c/ Zip - Magazino - João Maria - José Belo - Henriq e Bart Cruz                          | - Laurent Garnier - Rui Vargas and André Cascais - Zé Salvador - Hi-Tech² - Mary B                                            |

### 2011[20]
O 17º Super Bock Super Rock realizou-se na Herdade do Cabeço da Flauta, junto à Praia do Meco, em Sesimbra, nos dias 14, 15 e 16 de Julho de 2011. As bandas cabeças de cartaz dos diferentes dias foram os Arctic Monkeys, Arcade Fire, e The Strokes, respetivamente, bandas como Portishead, Beirute, the Gift, Tame Impala e Chromeo também fizeram parte do cartaz.

A Antena 3 foi a rádio oficial. A SIC Radical foi a televisão oficial.
Localidade: Meco, Sesimbra
|                  | 14 Julho                                                                          | 15 Julho                                                                              | 16 Julho |
| ---------------- | --------------------------------------------------------------------------------- | ------------------------------------------------------------------------------------- | --- |
| Palco Super Bock | - Arctic Monkeys - Beirut - The Kooks - The Walkmen - Sean Riley & The Slowriders | - Arcade Fire - Portishead - The Gift - Rodrigo Leão & Cinema Ensemble - Noiserv      | - The Strokes - Slash - Elbow - Brandon Flowers - X-Wife                                                       |
| Palco EDP        | - Lykke Li - El Guincho - Tame Impala - The Glockenwise                           | - Chromeo - The Legendary Tigerman - B Fachada - L.A.                                 | - The Vaccines - Ian Brown - Junip - Paus                                                                      |
| @Meco            | - James Murphy - Tim Sweeney - Tiago Miranda - Rui Murka - Nicolas Jaar - Mary B  | - Sven Vath - Rui Vargas & André Cascais - Makam - Dorian Paic - John Waynes - Ka§par | - Ricardo Villalobos - João Maria & Zé Salvador - Sasha Dive - Guillaume & The Coutu Dumonts - Kaesar & Henriq |

### 2012[22]
Localidade: Praia do Meco
|                   | 4 Julho                                                 | 5 Julho                                                                               | 6 Julho                                                                                  | 7 Julho                                                                             |
| ----------------- | ------------------------------------------------------- | ------------------------------------------------------------------------------------- | ---------------------------------------------------------------------------------------- | ----------------------------------------------------------------------------------- |
| Noite de Recepção | - Netsky - Delta Heavy - Nuno Forte - DJ Riot - Dubdout |                                                                                       |                                                                                          |                                                                                     |
| Palco Super Bock  |                                                         | - Hot Chip - Incubus - Bloc Party - Capitão Fausto - Salto                            | - M.I.A. - Friendly Fires - Lana Del Rey - The Rapture - Supernada                       | - Skrillex - The Shins - Peter Gabriel - Aloe Blacc - Bebe                          |
| Palco EDP         |                                                         | - Battles - Bat For Lashes - Alabama Shakes - The Happy Mess                          | - The Horrors - Wraygunn - Oh Land - Hanni El Khatib - Tono                              | - Regina Spektor - St. Vincent - Little Dragon - Perfume Genius                     |
| @Meco             |                                                         | - Beatbombers - Magnetic Man - Flying Lotus - Apparat - Dãm-Funk - Rui Murka - Mary B | - Kenny Larkin - Rui Vargas & André Cascais - Cosmin TRG - Linkwood - Freshkitos - Trikk | - Ricardo Villalobos - Margaret Dygas - João Maria - Henriq - Jorge Caiado & Vahagn |

### 2013[23]
Localidade: Praia do Meco
| 18 Julho | 19 Julho | 20 Julho |
| --- | --- | --- |
| - Arctic Monkeys - Johnny Marr - Azealia - Banks - Anarchicks - Toy - Efterklang - Owen Pallett - Ben Clock B2B Marcel Dettmann - Expander - Freshkitos - Kinetic - Kalú - Mazgani - Trêsporcento | - The Killers - Kaiser Chiefs - Tomahawk - Manuel Fúria e os Naufragos - Ricardo Villalobos - Julien Bracht Live - João Maria e Miguel Neto - Henriq - Black Rebel Motorcycle Club - Miguel - Clã - Midnight Juggernauts - Samuel Úria - Octa Push | - Queens Of The Stone Age - Gary Clarck Junior - Ash - Chk Chk Chk - Carl Craig - Rui Vargas & André Cascais - Mary B - Miss Lava - Asterisco Cardinal Bomba Caveira - Digitalism Dj Set - We are Scientists - Sam Alone And The Gravediggers - The Quartet Of Woah! |

### 2014[24]
Localidade: Meco, Sesimbra
| 17 Julho | 18 Julho | 19 Julho |
| --- | --- | --- |
| - Disclosure - Massive attack - Tame Impala - Metronomy - Vintage Trouble - Panda Bear - Jake Bugg - Cat Empire - Erlend Øye - Million Dollar Lips - DJ The Fox - Rui Estêvão / Señor Pelota - Vanessa Augusto / Joana Dias - Frankie Chavez - Ciclo Preparatório | - Eddie Vedder - Woodkid - The Lengedary Tigerman - Cults - Cat Power - Sleight Bells - Pulled Apart by Horses - Joe Satriani - For Pete Sake - António Freitas - Nuno Calado - Mónica Mendes - Capicua - Emicida - Keep Razors Sharp | - Xoices - Gonçalo Castro - Batida + DJ Mpula - José Mariño - NBC - Kasabian - Foals - The Kills - Albert Hammond Jr. - Zé Pedro e Amigos [Tributo a Lou Reed] - C2C - Oh Land - Dead Combo - Skaters - Big Church of Fire - Albert - The Cat Empira |

### 2015[25]
Localidade: Parque das Nações , Lisboa
|                  | 16 Julho                                                                             | 17 Julho                                                                            | 18 Julho                                                                                    |
| ---------------- | ------------------------------------------------------------------------------------ | ----------------------------------------------------------------------------------- | ------------------------------------------------------------------------------------------- |
| Palco Super Bock | - Madeon - Sting - Noel Gallagher's high flying birds - The Vaccines - Milky Chance  | - Blur - dEUS - Jorge Palma & Sérgio Godinho - The Drums                            | - Florence and The Machine - FFS - Crystal Fighters - Rodrigo Amarante                      |
| Palco EDP        | - SBTRKT - Perfume Genius - Little Dragon - King Gizzard & The Lizard Wizard - Ostra | - Bombay Bicycle Club - Savages - Benjamin Clementine - Kindness - Sinkane - Isaura | - Banda do Mar - Palma Violets - Unknown Mortal Orchestra - Márcia - Modernos - Captain Boy |
| Palco Carlsberg  | - Xinobi - Mirror People - Toro Y Moi                                                | - Gramatik - Stereossauro - MGDRV                                                   | - DJeff Afrozila - Throes + The Shine - Criolo                                              |
| Palco Antena 3   | - Gala Drop - PZ - Duquesa                                                           | - Best Youth - Da Chick - White Haus                                                | - We Trust - D'Alva - Thunder & Co.                                                         |

### 2016[26]
Localidade: Parque das Nações
|                  | 14 Julho                                             | 15 Julho                                                    | 16 Julho                                                           |
| ---------------- | ---------------------------------------------------- | ----------------------------------------------------------- | ------------------------------------------------------------------ |
| Palco Super Bock | - Disclosure - The National - The Temper Trap        | - Massive Attack & Young Fathers - Iggy Pop - Bloc Party    | - Kendrick Lamar - De la Soul - Orelha Negra                       |
| Palco EDP        | - Jamie XX - Kurt Vile - Villagers - Lucius - Surma  | - Mac Demarco - Rhye - Kwabs - Petit Noir - Pás de Problème | - GNR - Psicopátria - Capicua - Fidlar - Kelela - The Parrots      |
| Palco Carlsberg  | - Riot - Dj Shadow - Bomba Estéreo                   | - Trikk - Moullinex - Lin Babe                              | - Danel Haaksman - Batida - Uma Lata DJ Set - Dj Ride              |
| Palco Antena 3   | - Samuel Úria - Peixe : Avião - Benjamim - Alek Rein | - Caitão Fausto - Glockenwise - Pista - Basset Hounds       | - " A purple experience" Moullinex - Salto - Mike El Nite - Slow J |

### 2017[27]
Localidade: Parque das Nações
|                        | 13 Julho                                                                     | 14 Julho                                                                                      | 15 Julho                                                                                         |
| Palco Super Bock       | - The New Power Generation - Capitão Fausto - The Red Hot Chili Peppers      | - The Gift - London Grammar - Future                                                          | - Foster The People - Deftones - Fatboy Slim                                                     |
| Palco EDP              | - Alexander Search - Boogarins - Kevin Morby - The Legendary Tigerman        | - Pusha T - Jessie Reyez - Slow J - Akua Naru - Lingua Franca(Rael, Emicida,Valete e Capicua) | - Bruno Pernadas - Silva - Taxiwars - James Vincent Mcmorrow - Seu Jorge - Tributo a David Bowie |
| Palco LG by Rádio SBSR | - Minta & The Brook Trout - Manuel Fúria e os Naufragos - Throes + The Shine | - Keso - Octa Push - Nbc                                                                      | - Stone Dead - Black Bombaim - Sensibe Soccers                                                   |
| Palco Carlsberg        | - Magazino - Marquis Hawkes - Monky                                          | - Beat Bombers - Rocky Marsiano&Meu Kamba Sound - Celeste/Mariposa                            | - Magazino - Marquis Hawkes - Monky                                                              |

### 2018[28]
Localidade: Parque das nações , Lisboa
|                        | 19 Julho | 20 Julho                                                                         | 21 Julho                                                                            |
| ---------------------- | --- | -------------------------------------------------------------------------------- | ----------------------------------------------------------------------------------- |
| Palco Super Bock       | - Justice - The XX - Tributo . "who the F*ck is Zé Pedro?"                                                                        | - Travis Scott - Anderson Paak & the free Nationals - Slow J                     | - Julian Casablanca & The Voidz - La Fura Dels Baus - Benjamin Clementine - Stormzy |
| Palco EDP              | - The vaccines - Lee Fields and the Expressions - Temples - Parcels - The Parkinsons                                              | - Tom Misch - Princess Nokia - Oddisee & Good comphy - Profjam - Oliver St Louis | - The The - Sevdaliza - Baxter Dury - Isaura                                        |
| Palco LG by Rádio SBSR | - Mirror People - Filipe Sambado e os acompanhantes de Luxo - Vaiapraia e as rainhas do baile - Rui Murka - Nicolas Jaar - Mary B | - Ermo - Luis Severo - Virtus                                                    | - Pop Dell'arte - Keep Razors Sharp - Sunflowers                                    |
| Palco Sumersby         | - Songhoy Blues - Mahalia | - Pierre Kwenders - The Alchemist                                                | - Dj Big - Sofi Tukker                                                              |

### 2019[29]
Localidade: Meco, Sesimbra
| 17 Julho                                                            |                        | 18 Julho                                                                | 19 Julho                                                                                 | 20 Julho                                                      |
| ------------------------------------------------------------------- | ---------------------- | ----------------------------------------------------------------------- | ---------------------------------------------------------------------------------------- | ------------------------------------------------------------- |
| WARM UP - Moullinex + Xinobi+ Dj Vibe - Da Chick - Meera - Oma Nata | Palco Super Bock       | - Lana Del Rey - The 1975 - Jungle - Cat Power                          | - Kaytranada - Phoenix - Christine And The Queens - Shame                                | - Disclosure - Migos - Janelle Monae - Profjam                |
|                                                                     | Palco EDP              | - Metronomy - Branko - Dino D´ Santiago - Glockenwise - Marlon Williams | - FKJ - Charalotte Gainsbourg - Capitão Fausto - Clalexico Iron & Wine - Conjunto Corona | - Gorgon City - Masego - Superorganism - Rubel - The Blinders |
|                                                                     | Palco LG by Rádio SBSR | - Madrepaz - Grandfather´s House - Sallim                               | - The twist Connection - Fugly - Galgo                                                   | - Estraca - Tnt - Pedro Mafama                                |
|                                                                     | Palco Sumersby         | - Sebastian - Roosevelt - Conan Osiris                                  | - Dam Funk - Ezra Collective - Romeo Elvis                                               | - Booka Shade - Baiana System - Mike El Nite                  |

## Rádio SBSR
Em novembro de 2016, foi criada a Rádio SBSR.